# (34696) Risoldi
(34696) Risoldi (2001 OV12) – planetoida z pasa głównego asteroid okrążająca Słońce w ciągu 4,04 lat w średniej odległości 2,54 j.a. Odkryta 21 lipca 2001 roku.